# Tschahār Bāgh (Esfahan)

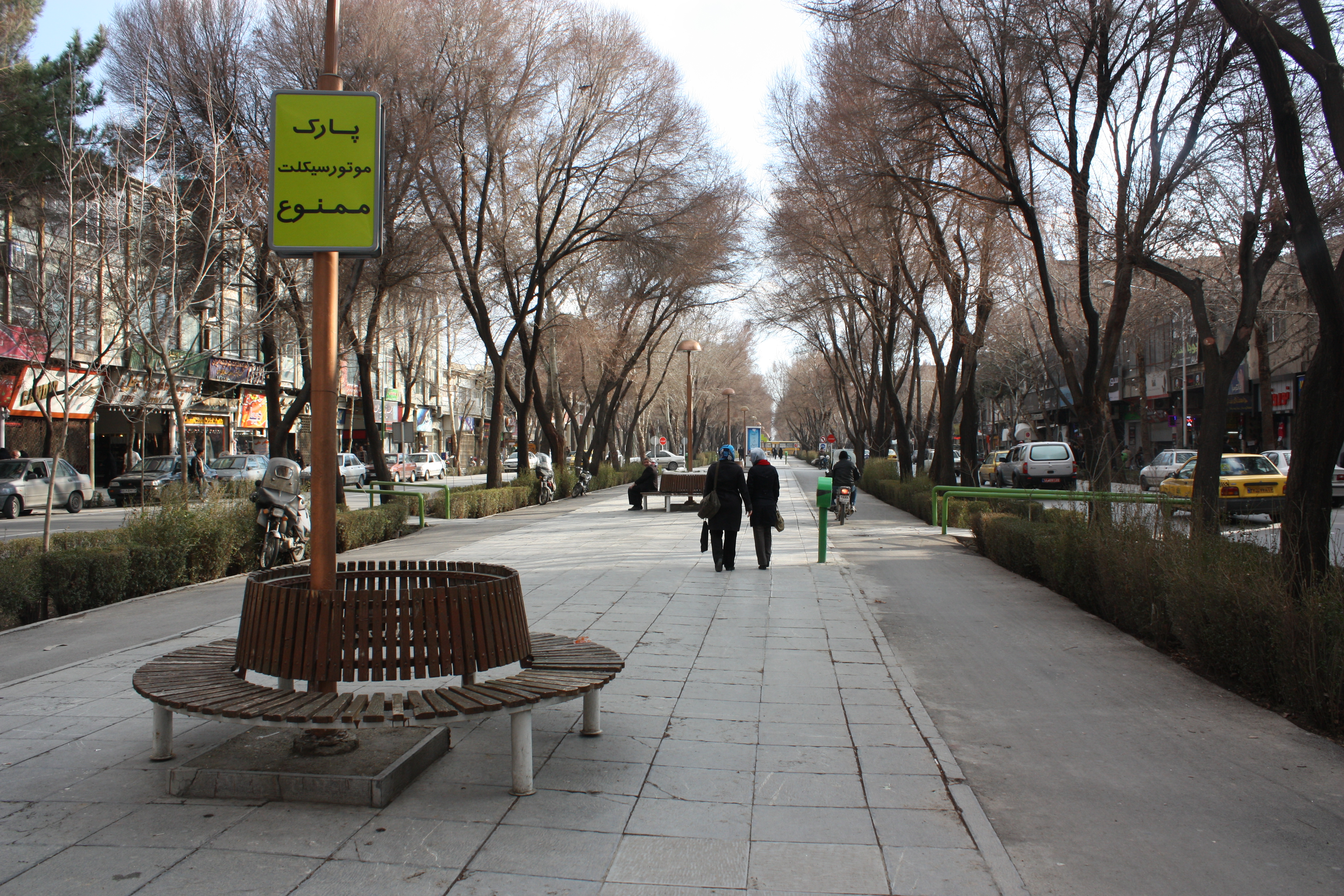
Viale, nel 2012

Tschahār Bāgh (anche Chahār Bāgh Avenue, in persiano چهارباغ‎ ; letterale Quattro giardini ) è il viale principale della città iraniana di Esfahan con una lunghezza di 1650 metri.

## Descrizione
Lo Tschahār Bāgh si trova a circa 535 metri ad ovest della piazza principale della città, Piazza Naqsh-e jahàn e corre lungo un asse nord-sud sul fiume Zāyandeh attraverso la città. Tutte le principali strade della città rivolte in senso est-ovest iniziano da questo viale. Il quartiere armeno di Julfa trova all'estremità meridionale del viale.
Il nome Tschahār Bāgh si riferisce alla tipica forma di un giardino persiano, che consiste in quattro aree divise trasversalmente da corsi d'acqua o sentieri. Tutti i palazzi e giardini reali una volta conducevano a questo viale. I portici aperti davano una vista sui giardini.
Il complesso è costituito da un viale principale con una passeggiata centrale, che è fiancheggiata da quattro giardini disposti assialmente. Un canale a gradini attraversava il centro della passeggiata, che è stato sostituito da aiuole e lanterne.
Ancora oggi, lo Tschahār Bāgh con i suoi numerosi negozi, hotel e alcuni dei rimanenti palazzi è un importante luogo di incontro della città.

## Storia

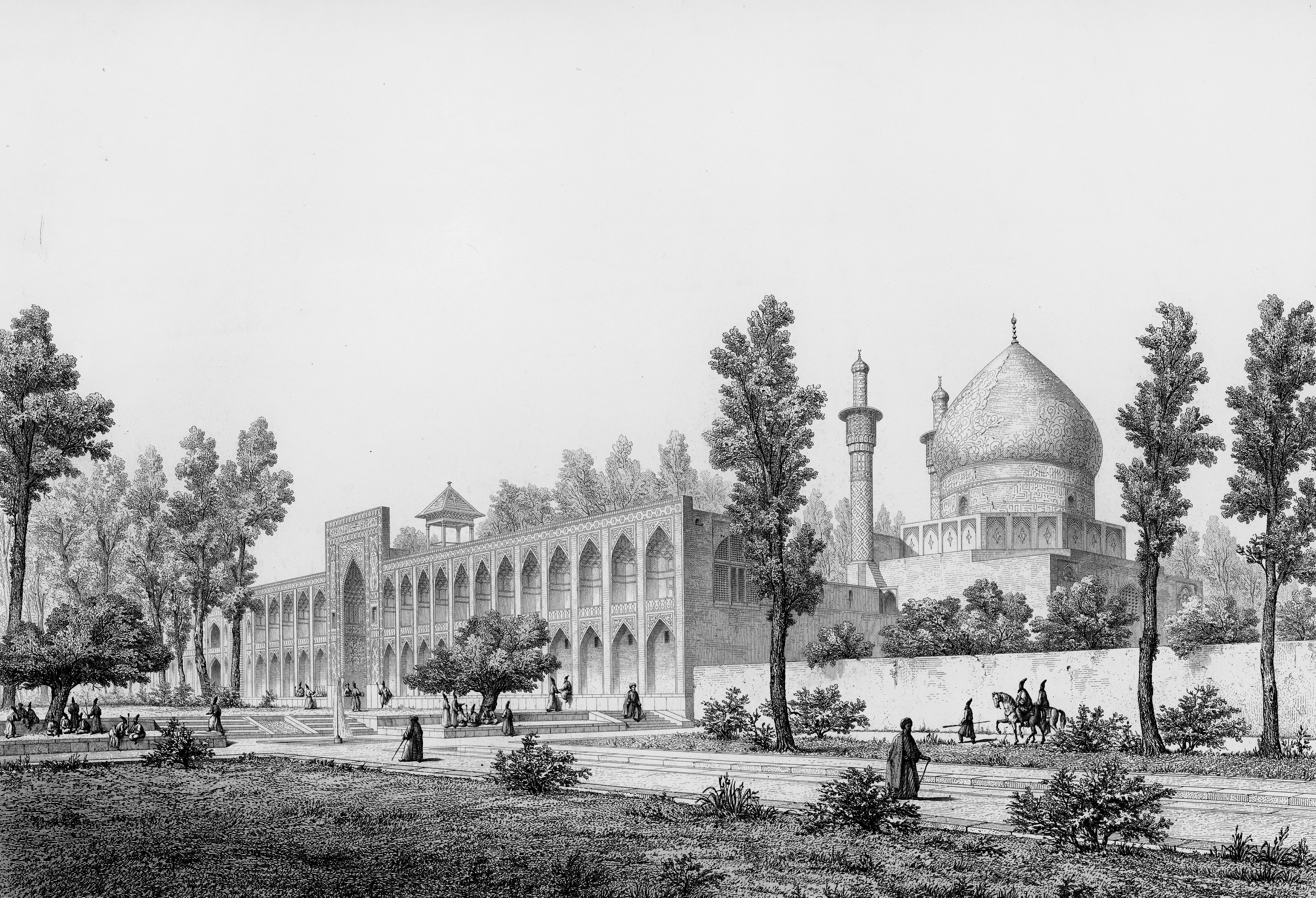
Raffigurazione dello Tschāhār-Bāgh-Madreseh (inizio del XIX secolo)

Il viale è stato creato come parte di un importante progetto di pianificazione urbana realizzato tra il 1596 e il 1597 dallo scià ʿAbbās I il Grande. Tra il 1706 e il 1714 venne costruito il grande complesso della madrasa Mādar-e Schāh (madre dello Scià), noto anche come Tschahār Bāgh Madreseh costruito sul lato orientale del viale.
A nord c'è ora un parco, un tempo parte del giardino reale con il palazzo Hasht Behesht. Accanto al parco c'è la galleria commerciale Bāzār-e Honar con molti negozi d'oro. Dietro si trova l'ornata Tschahār Bāgh Madreseh. A metà del viale si incontra il ponte pedonale del ponte Si-o-se (ponte 33). La parte meridionale del viale è moderna.

## Film
- Giardini magici. La via Tschahar Bagh. (OT: Jardins d'ici et d'ailleurs. Avenue Chahar Bagh. ) Documentario, Francia, 2016, 26:06 minuti., soggetto: Sylvie Steinebach e Jean-Philippe Teyssier, regista: Vincent Chaffard, produzione: Bo Travail!, Arte France, serie: Magische Gärten (OT: Jardins d'ici et d'ailleurs ), prima visione: 31 marzo 2017 ad Arte, tavolo di contenuti da ARD.